# Kiszkowo (Groot-Polen)
Kiszkowo is een dorp in het Poolse woiwodschap Groot-Polen, in het district Gnieźnieński. De plaats maakt deel uit van de gemeente Kiszkowo en telt ca. 1000 inwoners.

## Verkeer en vervoer
- Station Kiszkowo